# Nicolas Mezzalira
Œuvres principales
Nabanga, une anthologie illustrée de la littérature orale du Vanuatu
Nicolas Mezzalira, né le 20 mars 1978 à Guérande, est un ingénieur culturel spécialisé dans la valorisation du patrimoine culturel immatériel, ancien directeur du Centre de l'imaginaire arthurien au château de Comper. Il est nommé par le ministère des Affaires étrangères à la tête du réseau des Alliances françaises du Pérou et directeur de l'Alliance française de Lima en 2018.   
Conteur professionnel français, il donne également des conférences au sujet de la matière de Bretagne et de la littérature légendaire.

## Biographie
Diplômé des Instituts d’études politiques et d'un DEA de sociologie politique, il travaille de nombreuses années dans le domaine de la coopération culturelle internationale. Professeur de français langue étrangère et animateur culturel en République dominicaine, il part ensuite au Vanuatu en Océanie où il développe et met en œuvre le programme de Sauvegarde et de Promotion des arts de la parole (collecte et édition de plusieurs ouvrages, constitution et formation d'une troupe de jeunes conteurs) financé par l'Union européenne et hébergé par le Centre culturel national du Vanuatu. 
En 2005, il est nommé chargé de mission culturelle et audiovisuelle pour l'Amérique centrale et assume également la charge d'attaché culturel près de l'ambassade de France de San José au Costa Rica. En 2007, il est nommé secrétaire général et directeur des cours des Instituts français de Francfort et de Mayence en Allemagne. 
Il devient directeur du centre de l'imaginaire arthurien situé au château de Comper en 2008. Il y mène plusieurs projets de coopération européenne de valorisation du patrimoine immatériel légendaire (Shared legend project avec le Devon et Ardenne Bretagne sœurs lointaines avec la Belgique). Régulièrement invité à intervenir sur des festivals en France et à l'étranger, il donne des spectacles de conte, formations à l'oralité et conférences sur la littérature arthurienne et la forêt de Brocéliande. Il apparaît en 2014 dans une série de documentaires diffusés sur Arte intitulés À la recherche du Hobbit, dans lequel il accompagne l'illustrateur John Howe à travers la forêt de Brocéliande, à Tintagel en Cornouailles anglaise et en Islande. Puis, toujours pour Arte et en compagnie de John Howe, pour la série Dragons ! diffusée en décembre 2018 et tournée en Chine, en Suisse, en Finlande et en Allemagne.
En 2015, il est élu membre du conseil d'administration du Réseau national du conte et des arts de la parole.
En 2018, il quitte le centre de l'imaginaire arthurien à la suite de sa nomination à la tête de l'Alliance française à Lima.